# Blood and Bone

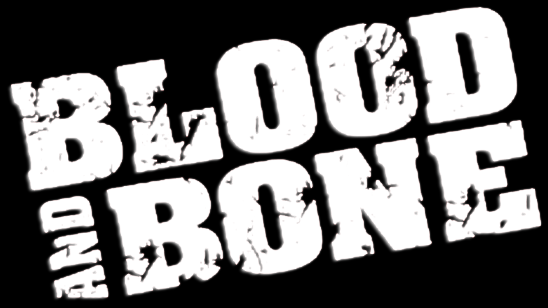
Logo du film Blood and Bone (2009)

Ne doit pas être confondu avec Blood and Bones.
Blood and Bone ou L'intraîtable Bone au Québec, est un film d'action et un drame américain réalisé par Ben Ramsey en 2009, sorti la même année et en France en DVD le 7 février 2010.

## Synopsis
Fraîchement sorti de prison, Bone, ancien soldat, arrive dans les bas-fonds de Los Angeles où il fait la connaissance de James, un parrain de la drogue et de la prostitution qui ne recule devant aucune méthode pour se faire respecter. Ce dernier a pour spécialité l'organisation de combats de rue, une discipline où Bone excelle. Mais plutôt que les montagnes de dollars, c'est la soif de vengeance qui pousse Bone à briser un à un les hommes de James.

## Fiche technique
- Titre original : Blood and Bone
- Titre québécois : L'intraîtable Bone
- Réalisateur : Ben Ramsey
- Scénario : Michael Andrews
- Production : Michael Mailer Films and Remarkable Films
- Producteurs : Mike Mailer, John Duffy, Christopher Eberts et Todd Traina
- Compositeur : Nicholas Pike
- Durée : 93 minutes
- Directeur de la photographie : Roy H. Wagner
- Monteur : Dean Goodhill
- Distribution : Sony Pictures Entertainment
- Date de sortie : 15 septembre 2009 (DVD)

## Distribution
Légende : Version Française (VF) sur RS Doublage ; Version Québécoise (VQ)
- Michael Jai White (VF : Gilles Morvan ; VQ : Patrick Chouinard) : Isaiah Bone
- Julian Sands  (VF : Thierry Ragueneau ; VQ : François Trudel) : Franklin McVeigh
- Eamonn Walker (VF : Lionel Henry ; VQ : Patrice Dubois) : James
- Dante Basco (VF : Vincent Ropion ; (VQ : Xavier Dolan) : Pinball
- Nona Gaye (VF : Maik Darah ; VQ : Anne Dorval) : Tamara
- Michelle Belegrin (VF : Armelle Gallaud ; VQ : Catherine Proulx-Lemay) : Angela
- Ron Yuan (VQ : Tristan Harvey) : Teddy D
- Bob Sapp (VQ : Stéphane Rivard) : Hammerman
- Matt Mullins : Price
- Kevin Phillips : Danny
- Kimbo Slice (VQ : Louis-Philippe Dandenault) : JC
- Francis Capra : Tattoo
- Gina Carano : Veretta
- Dick Anthony Williams (VQ : Louis-Georges Girard) : Roberto

## Sources
- (en) Cet article est partiellement ou en totalité issu de l’article de Wikipédia en anglais intitulé « Blood and Bone » (voir la liste des auteurs).